# Kulturzentrum Reitschule

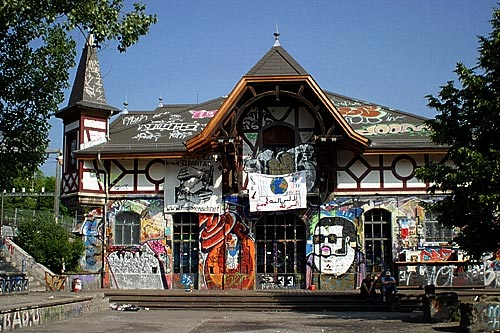
Das Kulturzentrum Reitschule

Das Kulturzentrum Reitschule (lokal meist kurz Reitschule, auch Reithalle oder Halle, schweizweit Reithalle Bern genannt) ist ein Veranstaltungsort an der Neubrückstrasse 7–11 in Bern. Er hat sich aus einer ehemaligen Hausbesetzung heraus entwickelt. Die Fassade der Reithalle ist durch Graffiti mit teils linken, kommunistischen oder anarchistischen Parolen oder Zeichen geprägt. Die Gebäude der Reitschule sind ein Kulturgut von nationaler Bedeutung mit KGS Nr.: 09013.

## Geschichte
Gebaut wurde die Reitschule von der Einwohnergemeinde Bern von 1895 bis 1897, Architekt des romantischen, durch steile Walmdächer charakterisierten Sichtbackstein-Ensembles war Albert Gerster. Die Gebäude neben der grossen Reithalle dienten als Stallungen und Stellplätze für Kutschen, ausserdem gab es einige Wohnungen. Nachdem die Pferde in der Stadt Bern allmählich von den Autos abgelöst wurden, dienten die Räumlichkeiten als Lagerräume. Erst während der Schweizer Jugendunruhen der 1980er-Jahre kam die Reitschule erstmals als autonomes Jugendzentrum ins Gespräch: 1981 wurden die Räume von rebellierenden Jugendlichen besetzt und für kulturelle Veranstaltungen genutzt. Bereits 1982 wurde die Reitschule durch die Autoritäten gewaltsam geräumt.

### Hausbesetzung
Um dem Mangel an Kultur- und Veranstaltungsorten Ausdruck zu verleihen, fanden ab Mitte 1980er-Jahre in Bern verschiedene «Straf-Bars» statt. Im Rahmen dieser «Strafbars» wurden leerstehende Gebäude oder Gelände besetzt und für eine Nacht als Konzert- und Veranstaltungsort genutzt (zum Beispiel im Sommer 1987 das ehemalige Heizkraftwerk Dampfzentrale). 1987 wurde die Initiative «Sport statt AJZ» mit dem Ziel «Abbruch der Reithalle» eingereicht. Als Reaktion darauf und im Kontext der «Strafbar»-Bewegung, wurde am 24. Oktober 1987 die Reithalle ein erstes Mal während einer Nacht als «Strafbar» besetzt. Im Rahmen des Kulturstreiks wurde die Reitschule am 31. Oktober für eine 2. Kulturnacht besetzt und anschliessend durch die Besetzer in Besitz genommen.

### Räumung
Die am 17. November 1987 erfolgte Räumung des Zaffaraya führte in der Schweizer Bundesstadt zu nie dagewesenen Protesten friedlicher und militanter Art. Verkaufseinbussen im Weihnachtsgeschäft von über zehn Prozent führten dazu, dass der damals bürgerliche Gemeinderat einer Nutzung der Reitschule auf «Zusehen hin» zustimmte. Auf das «Zusehen hin» folgte Anfang der 1990er-Jahre ein Gebrauchsleihvertrag. Trotz mehrfacher Räumungsandrohungen und erfolgloser politischer Vorstöße zur Aufhebung des autonomen Kulturzentrums konnte sich dieses bis heute halten.

### Renovierung
1999–2004 wurden die Gebäude des Kulturzentrums für insgesamt 13 Millionen von der Stadt Bern – unter anderem in enger Zusammenarbeit mit den Betreibern – renoviert. Seit 2004 besitzt die Reitschule offiziell einen Mietvertrag und einen Leistungsvertrag mit der Stadt Bern.

## Auseinandersetzungen
Im Umfeld der Reithalle kommt es zwischendurch zu gewaltsamen Auseinandersetzungen mit der Polizei.
Als Folge dieser Vorfälle ist die Reithalle Gegenstand ständiger politischer Auseinandersetzungen zwischen denen, die die Bedeutung des Kulturzentrums hervorheben, und denen, die es stärker kontrollieren oder sogar abschaffen wollen. Bereits fünf Mal stimmte die Berner Stimmbevölkerung über die Zukunft der Reithalle ab. Vorschläge zur Aufhebung des Kulturzentrums wurden dabei stets abgelehnt. Zuletzt wurde 2010 über eine Initiative der SVP zum Verkauf des Gebäudes abgestimmt und mit 68,4 Prozent Nein-Stimmen abgelehnt. Am 18. April 2018 bestätigte das Bundesgericht die Ungültigkeitserklärung der Initiative "Keine Steuergelder für die Berner Reithalle" der Jungen SVP, welche am 21. März erstinstanzlich vom Grossen Rat (Kantonsparlament) aufgrund eines Antrags des Regierungsrats und der Finanzkommission ausgesprochen wurde. Im April 2016 kam die Initiative mit 17'500 Unterschriften zustande.

## Kulturelles Angebot
Das Veranstaltungsangebot reicht von Konzerten über Film- und Theatervorführungen, Performances, Ausstellungen und Literaturlesungen.
Die Reitschule beinhaltet dazu:
- das Kino
- den Frauenraum (Events)
- das Sous le ponts (Restaurant)
- das Rössli (Bar)
- den Dachstock (für Events bis ca. 800 Menschen)
- den Infoladen
- die Cafete (Bar)
- die grosse Halle (wird für grosse Events vermietet)